# Szachaur

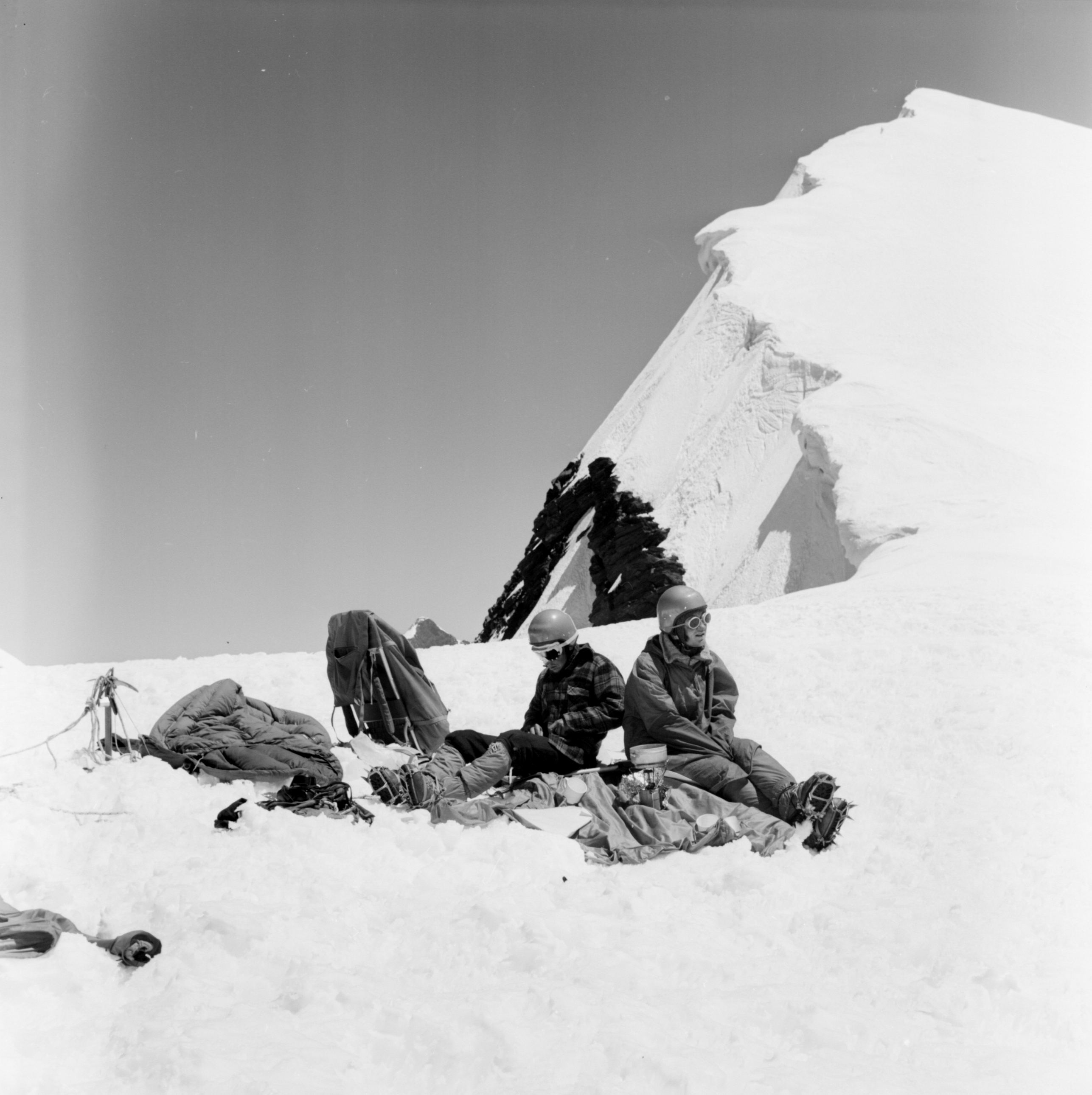
Na grani

Szachaur – siódmy co do wysokości szczyt w górach Hindukusz, który liczy sobie 7084 m (poprzednie pomiary:7116 m). Leży na granicy między Afganistanem a Pakistanem. Jest to drugi co do wysokości szczyt Afganistanu. Na północ obrywa się wysoką na ponad 2500 m ścianą, przeciętą trzema wybitnymi filarami.
Szachaur zajmuje trwałe miejsce w historii polskiego alpinizmu. To o pierwsze wejście na tę górę toczyli bój Polacy w 1963 rok (do 5800 m.). W latach 70. szczyt ten stał się bardzo modny wśród polskich wspinaczy, którzy zdobywali tu doświadczenie wysokogórskie przed wyruszeniem na podbój himalajskich ośmiotysięczników.

## Historia wejść
- 1964.08.17 – Na szczycie stają Austriacy Gerald Gruber i Rudolf Pischinger (pierwsze wejście).
- 1976.07.26 – Na szczycie stają Trini Cornellana i towarzysze (pierwsze wejście kobiece).

## Wejścia nowymi drogami
- 1969 centralnym filarem północnej ściany Henri Agresti, Claude Jager, Benoit Mathieu,
- 1975 trawersowanie Szachaura od przełęczy Kotgaz An do Kohe Nadir Shah Marian Bała, Eugeniusz Chrobak, Kazimierz Liszka, Janusz Mączka,
- 1977 lewym filarem północnej ściany Aleksander Lwow, Jerzy Pietkiewicz, Krzysztof Wielicki,
- 1977 prawym filarem północnej ściany Janusz Kuliś, Stanisław Wacław, Jerzy Wilkoński,
- 1978 prawą depresją północnej ściany Peter Bednarzik,
- 1978 środkiem północnej ściany Jan Krch, Sylwa Talla, Jaroslava Tallova